# Carl Friedrich von Bassewitz

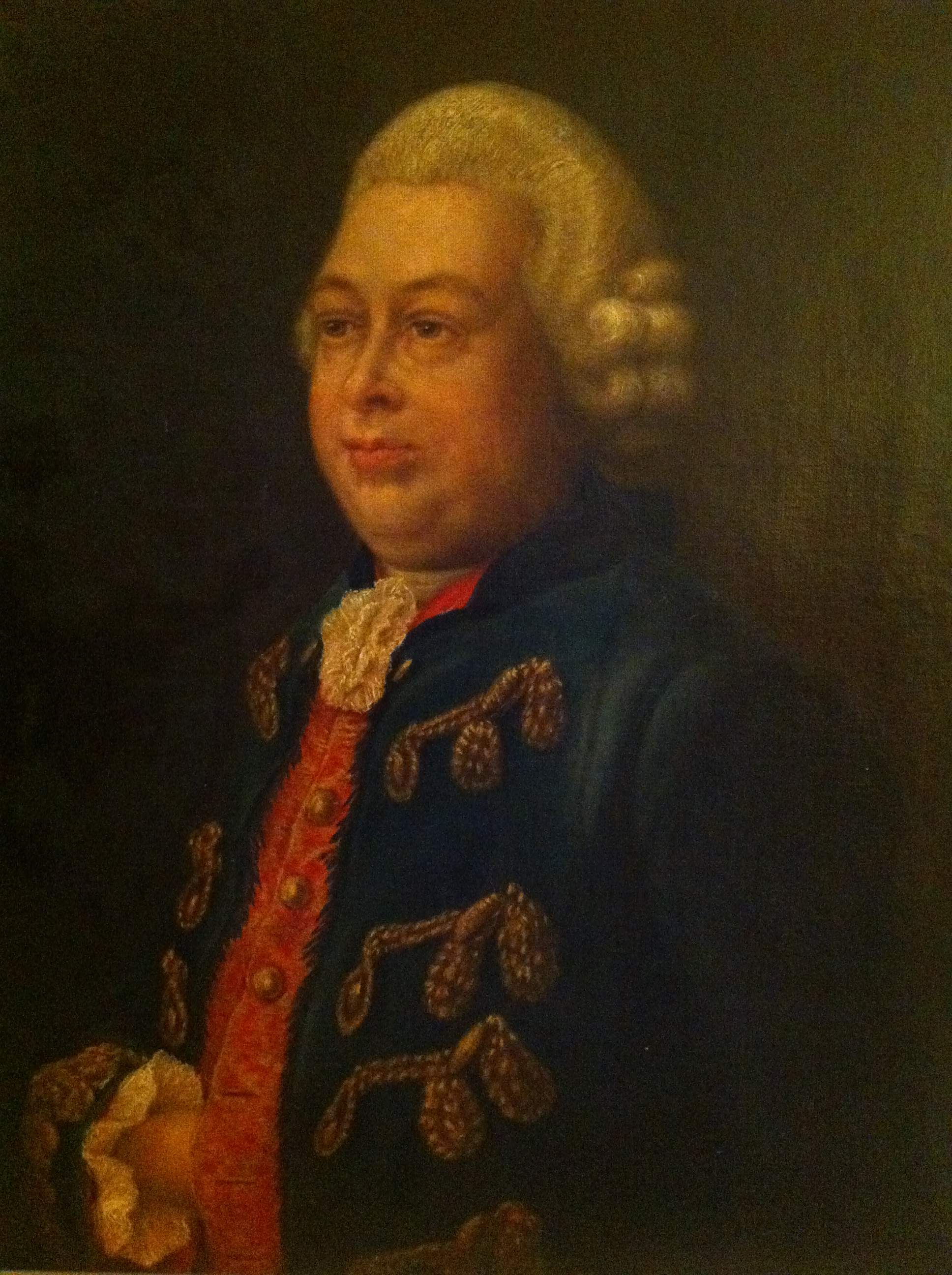
Carl Friedrich Graf von Bassewitz

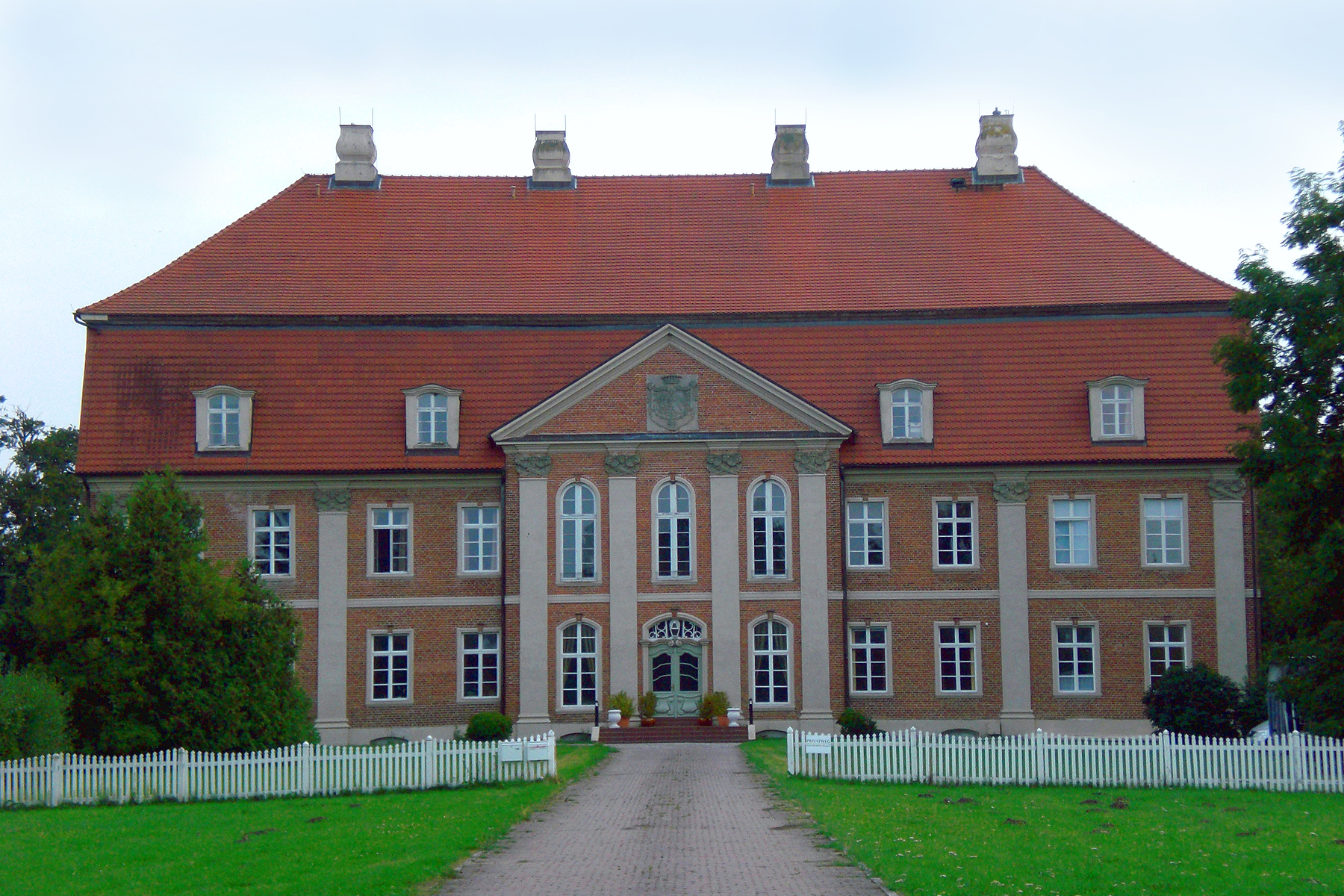
Schloss Prebberede, Mecklenburg

Carl Friedrich Graf von Bassewitz (* 19. März 1720 in Prebberede; † 14. Mai 1783 in Schwerin) war Präsident des Geheimen Rates von Mecklenburg-Schwerin.

## Leben
Er entstammte der alten mecklenburgischen Familie von Bassewitz und besaß die Güter Prebberede, Jahmen, Grieve, Wozeten, Wardow. Seine Eltern waren Henning Friedrich Graf von Bassewitz und Anna Maria von Clausenheim. Er war verheiratet mit Marie Elisabeth von Lützow, verwitwete von Dorne, und Vater des späteren Mecklenburg-Schwerinschen Geheimratspräsidenten Bernhard Friedrich Graf von Bassewitz. Sein Bruder war der Lübecker Domdechant Joachim Otto Adolph Graf von Bassewitz.
Er wurde Jurist und erhielt 1741 zunächst eine Stelle als Justizrat in Schwerin. In dieser Funktion war er an der Erarbeitung des mecklenburgischen Landesgrundgesetzlichen Erbvergleichs von 1755 beteiligt. Zum Geheimen Rat befördert, übernahm er nach dem Tod des letzten Kanzlers Johann von Klein und der Entlassung des Vize-Kanzlers von Ditmar 1757 die Staatsgeschäfte. 1771 wurde er dann Erster Minister und Mecklenburg-Schwerinscher Geheimratspräsident, was er bis zu seinem Tod blieb. Zwischen 1763 und seiner Resignation 1781 war er Mitglied des Land- und Hofgerichtes. Seine Person bzw. seine Amtsführung wird als „friedlicher“ als die seines Vaters, seine Politik als „österreichfreundlich“ beschrieben.
Er war Ritter des russischen Alexander Newski Ordens und Domherr in Hamburg. Das Gutshaus in Prebberede wurde zwischen 1772 und 1778 in seinem Auftrag erbaut.